# Université technique de Tsukuba
L'Université technique de Tsukuba (筑波技術大学, Tsukuba Gijutsu Daigaku) couramment abrégée en NTUT, (National University Corporation Tsukuba University of Technology) est une université nationale japonaise, située à Tsukuba dans la préfecture d'Ibaraki. L'université a pour vocation d'accueillir et de former des étudiants atteints de handicaps liés à la vue et à l'audition.

## Composantes
L'université est structurée en facultés de 1er cycle (学部, gakubu) qui ont la charge des étudiants de 1er cycle universitaire.

### Facultés de1ercycle
L'université compte 2 facultés de 1er cycle (学部, gakubu).
- Faculté de sciences de l'industrie
- Faculté de sciences de la santé

## Partenaires
- National Technical Institute for the Deaf[3]
- Université Gallaudet[3]